# 罗哌卡因

罗哌卡因（INN：Ropivacaine）是一个氨基酰胺基局部麻药。“罗哌卡因”包括外消旋体和市售的S-对映体。罗哌卡因盐酸盐通常由阿斯利康 以“Naropin”的商品名销售。

## 历史
布比卡因被证实与心脏骤停有关，特别是在孕妇中，罗哌卡因因此得到开发。在动物模型中，罗哌卡因的心脏毒性低于布比卡因。

## 合成
哌啶酸盐(I)NN(+)-酒石酸拆分，得到L-哌啶酸[L-(Ⅰ)]，然后用五氯化磷转化为酰氯(Ⅱ)，再和2，6-二甲基苯胺缩合得到化合物(Ⅲ)。最后在碳酸钾作用下，用溴丙烷烷基化，得到罗哌卡因。

## 临床应用

### 禁忌症
罗哌卡因禁用于静脉区域的麻醉，但是新的研究表明可以将罗哌卡因 (1.2～1.8mg/kg，40ml）和左旋布比卡因（40ml 0.125% 溶液）共同使用，因为它们的心血管和中枢神经系统毒性比单纯的外消旋布比卡因要小。 

### 不良反应

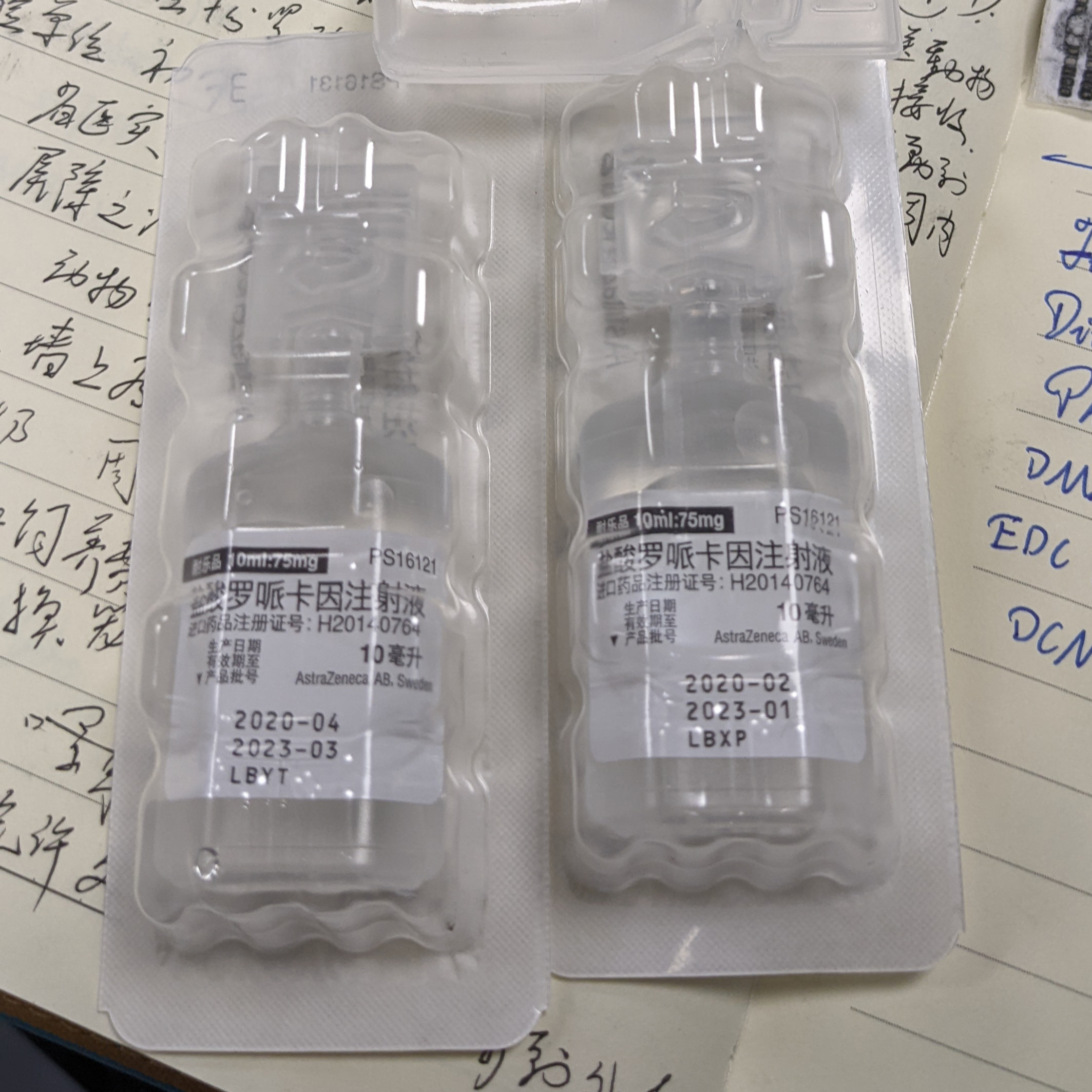
盐酸罗哌卡因注射液

正确给药下的药物不良反应很少见。大多数不良反应跟给药技术（导致全身暴露）或者麻醉的药理作用有关，但很少有过敏发生。
全身暴露于过量的罗哌卡因主要导致中枢神经系统（CNS）和心血管反应，对CNS的影响通常发生在较低的血浆浓度下，而在较高浓度下则会出现额外的心血管反应，尽管在低浓度下也可能会发生心血管衰竭。中枢神经系统反应可能包括中枢神经系统兴奋（紧张、口腔刺痛、耳鸣、震颤、头晕、视力模糊、抑郁伴随癫痫（嗜睡、意识丧失）、呼吸抑制以及呼吸暂停）。对心血管的影响包括低血压、心动过缓、心律失常和心脏骤停，其中一些可能继发于呼吸抑制所导致的低氧血症。 

### 关节镜后盂肱软骨溶解术
罗哌卡因对软骨有毒，其关节内输注可能导致关节镜后盂肱软骨溶解症。 

### 过量用药
布比卡因， Celepid和常见的静脉脂质乳剂，可有效治疗局部麻醉剂过量导致的严重心脏毒性，叫做脂质挽救。   